# Zweitland
Zweitland ist ein deutsch-italienisch-österreichischer Spielfilm aus dem Jahr 2025 von Regisseur und Drehbuchautor Michael Kofler mit Thomas Prenn, Aenne Schwarz und Laurence Rupp.

## Handlung
Im Südtirol des Jahres 1961 träumt der Künstler Paul davon, seine Heimat hinter sich zu lassen, um an der Kunstakademie München Malerei zu studieren. Allerdings werden seine Pläne durch die Terrorwelle 1961 zunichtegemacht.
Sein älterer Bruder Anton wird zum gejagten Terroristen. Paul muss daher Anna, die Frau seines Bruders, und deren Sohn auf deren Bauernhof unterstützen. Anna stellt sich gegen die Radikalisierung ihres Mannes, kämpft aber zunehmend gegen die patriarchalischen Strukturen.

## Produktion und Hintergrund
Die Dreharbeiten fanden vom 17. Mai bis zum 17. August 2023 in Südtirol statt. Dorfszenen wurden in Gais gedreht. Als Kulisse für Gefängnis und Carabinieri-Kaserne diente die Militärkaserne in Bruneck. Weitere Drehorte waren Meran, Vöran, Alt-Prags und das Villnößer Tal.
Produziert wurde der Film von der Münchner Starhaus Filmproduktion (Produzent Wasiliki Bleser), der Bozner Helios Sustainable Films (Produzent Martin Rattini) und der Wiener KGP Filmproduktion (Produzentinnen Barbara Pichler und Gabriele Kranzelbinder). Unterstützt wurde die Produktion vom Österreichischen Filminstitut, vom FilmFernsehFonds Bayern und von IDM Südtirol / Alto Adige, beteiligt war der Österreichische Rundfunk (ORF).
Die Kamera führte Felix Wiedemann, die Montage verantwortete Florian Miosge, die Musik schrieb Teho Teardo. Den Ton gestaltete Stefano Bernardi, das Kostümbild Monika Buttinger, das Maskenbild Tünde Kiss-Benke und Alisza Pfeifer und das Szenenbild Martin Reiter. Kostüme stammten vom Kostümverleih Lambert Hofer.
Die Dialoge wurden im Südtiroler Dialekt geführt, die Darsteller der Carabinieri sprachen Italienisch. Die Setsprache war Englisch. Bei dem Film handelt es sich um das Langspielfilm-Debüt des Südtiroler Regisseurs und Drehbuchautors Michael Kofler. Die Idee zum Film hatte Kofler 2011 zu Papier gebracht, im Rahmen der ersten Ausgabe des RACCONTI Script Lab der IDM Film Commission Südtirol.

## Veröffentlichung
Premiere war am 30. Juni 2025 am Filmfest München im CineCoPro-Wettbewerb, wo der Film für den mit 100.000 Euro dotierten CineCoPro-Award nominiert wurde.
In Österreich soll der Film am 4. September 2025 in die Kinos kommen, der deutsche Kinostart ist für den 20. November 2025 vorgesehen.

## Rezeption
Peter Gutting vergab auf film-rezensionen.de acht von zehn Punkten. Vor dem Hintergrund separatistischer Terroranschläge im Südtirol der 1960er entfalte Zweitland ein komplexes Dreiecksgeflecht zwischen einem Attentäter, seiner Frau und seinem Bruder. Regisseur Michael Kofler halte keine Geschichtsstunde ab, sondern tauche in eine Atmosphäre ein, die erschreckende Bezüge zur Gegenwart aufweise.
Ulf Lepelmeier bewertete die Produktion auf filmstarts.de mit vier von fünf Sternen. Das bewegende Familiendrama sei eine eindrückliche Reflexion über politische Gewalt und ihre Folgen. Michael Kofler gelang ein feinfühliges Familienporträt, das eine persönliche Geschichte zweier Brüder überzeugend mit einem historischen Konflikt verwebe.

## Auszeichnungen und Nominierungen
- Filmfest München 2025, Nominierung für den CineCoPro-Award[1]